# Andros (Bahamas)
Andros é um subarquipélago do arquipélago das Bahamas, considerado em geral como uma só ilha devido à sua particularidade de ser composto por centenas de pequenos ilhéus e cays ligados por manguezais e pântanos de maré, em conjunto com três ilhas maiores (North Andros, Mangrove Cay, and South Andros).
Tem 7490 habitantes (2010), e a sua capital é Andros Town, que tinha em 2010 apenas 59 residentes. Com 5957 km2 de área, tendo 160 km de norte a sul e cerca de 72 km de leste a oeste, é maior que todas as outras ilhas das Bahamas juntas. A sua costa oriental é o terceiro maior recife de coral do mundo.
Andros tem grandes extensões de praias desertas e lagoas de água doce, palco para inúmeras espécies de animais selvagens, vida marinha, flora e fauna. A presença da barreira de coral e da Língua do Oceano conferem à ilha uma biodiversidade excecional. Dispõe também de vários buracos azuis, populares para mergulho.
Os Lucaios, subgrupo dos Taínos, eram povos indígenas das Bahamas à data dos primeiros encontros com os europeus. Artefactos arqueológicos e vestígios desse povo foram encontrados em Morgan's Cave na ilha North Andros, e no buraco azul Stargate Blue Hole on South Andros. A população das Bahamas era estimada em cerca de 40000 Lucaios-Taínos à data da chegada dos espanhóis.